# Estádio Tiradentes
O Estádio Tiradentes foi um estádio de futebol brasileiro. Localizava-se no bairro Navegantes, na esquina das avenidas Farrapos e Sertório, na cidade de Porto Alegre, Rio Grande do Sul. Era de propriedade do Grêmio Esportivo Renner e tinha o apelido de "Waterloo".
No terreno do antigo estádio, encontra-se atualmente um condomínio e o prédio do Denarc.